# ملک‌کیان
ملک‌کیان یکی از روستاهای استان آذربایجان شرقی است که در بخش باسمنج شهرستان تبریز واقع شده‌است.

## موقعیت جغرافیایی
این روستا از مشرق (روستای تاریخی و فرهنگی اسکندر) از مغرب گوار، از شمال با امندی و از جنوب با روستاهای کندرود و قزلجه میدان همسایگی دارد.